# 王金鎔
王金鎔（?—?），直隸省永平府樂亭縣人，清朝政治人物、進士出身。
光绪九年癸未科（1883年），登進士；同年五月，著以主事分部学习，分任刑科给事中。